# Bogdan Hmelnițki
Bogdan Zinovi Mihailovici Hmelnițki (în limbile ucraineană: Богдан Зиновій Михайлович Хмельницький, poloneză: Bohdan Zenobi Chmielnicki; rusă: Богда́н Зиновий Хмельни́цкий (* cca 1595 — †6 august 1657) a fost un hatman al Hetmanatului cazacilor zaporijieni (din Ucraina) și liderul rebeliunii împotriva magnaților polono-lituanieni (1648–1654), care a dus la apariția statului căzăcesc. El a încheiat în 1654 tratatul de la Pereiaslav cu Țaratul Rusiei, care avea să ducă în cele din urmă la pierderea independenței Ucrainei în fața Imperiului Rus. 

## Biografie

### Prima parte a vieții

O versiune a blazonului „Syrokomla” utilizat și Hmelnițki, care se considera un aristocrat

Deși nu există documente care să ateste data sigură a nașterii lui Hmelnițki, istoricul ucrainean Mihailo Maximovici consideră că cea mai probabilă dată a nașterii liderului cazac este 27 decembrie 1595, (ziua de Sfântul Teodor Însemnatul.). Așa cum era obiceiul vremii, a primit numele unuia dintre sfinții prăznuiți în acea zi, Sfântul Teodor, mai bine spus cu versiunea ucraineană a acelui nume, Bogdan. 
Alți istorici precum Smolii și Stepankov, consideră că data de 9 noiembrie (ziua Sfântului Ierarh Mucenic Zenovie) poate fi ziua de naștere a luni Hmelnițki, ziua de 30 octombrie în calendarul iulian și a fost botezat de ziua Sfântului Teodor.
Hmelnițki s-a născut cel mai probabil în satul Subotiv, lângă Cihirin, (Ucraina), în casa tatălui său, Mihailo Hmelnițki. Deși tatăl lui, Mihailo, era curtean ale marelui catman al coroanei Stanisław Żółkiewski, era nobil prin naștere și aparținea clanului „Massalski”, „Abdank” sau „Syrokomla”, au existat și continuă să existe controverse cu privire la statutul de lui șleahtic. Există surse istorice care amintesc că Mihailo Hmelnițki a fost numit sotnic (ofițerul comandant al unei sotnii) în 1590 în slujba starostelui de Korsun-Cihirin Jan Mikołaj Daniłowicz, care era implicat în politica de colonizare a regiunilor ucrainene de pe malurile Niprului. În conformitate cu sursele mai înainte menționate, Mihailo a fost cel care a fondat proprietatea de Cihirin și mai apoi propria proprietățile de la Subotiv și de la Novoselți. Bogdan Hmelnițki s-a considerat un nobil, iar statutul tatălui său de adjunct al starostelui Cijirunului i-a făcut pe contemporani să-l considere șleahtic și pe Bogdan. Mai târziu, în timpul răscoalei, Bogdan avea să pună un mare accent pe originile căzăcești ale mamei sale și pe faptele de arme ale tatălui său alături de cazacii din Siciul Zaporijian. 
Nu există dovezi clare în legătură cu educația pe care a primit-o Hmelnițki în primii săi ani de viață. Istoricii consideră că a învățat noțiunile de bază de la un preot, după care a fost trimis să studieze la o școală a unei mănăstiri ortodexe din Kiev. El și-a continuat studiile în limba poloneză la un colegiu iezuit, la Jarosław, sau, cel mai probabil, la Lvov, la școala fondată de hatmanul Żółkiewski. Bogdan și-a terminat studiile în 1617. În acel moment, el avea cunoștințe bogate de istorie și cunoștea limbile poloneză și latină. Mai târziu, el a învățat și limbile turcă, tătară și franceză. Spre deosebire de alți elevi ai iezuiților, Bogdan Hmelnițki nu s-a convertit la catolicism ci a rămas ortodox.

### Serviciul militar alături de cazaci
După terminarea studiilor în 1617, Bogdan s-a înrolat în serviciul militar în trupele de cazaci. În 1619, el și tatăl lui au fost trimiși în Principatul Moldovei, dat fiind faptul că Uniunea statală polono-lituaniană intrase în război cu Imperiul Otoman. Participarea lui Bogdan Hmelnițki la prima sa campanie militară avea să fie tragică. În timpul bătăliei de la Țuțora (Cecora) din 17 septembrie 1620, tatăl său a fost ucis, iar tânărul Bogadan, alături de alți militari ai Rzeczpospolitei, printre care și viitorul hatman Stanisław Koniecpolski, au fost capturați de turci. Bogdan a petrecut următorii doi ani în captivitate la Constantinopole, cel mai probabil în închisoarea marinei otomane. Există și surse care pretind că Bogdan a fost sclav pe galerele otomane, în acest timp reușind să învețe și limba turcă.
Nu există nicio mărturie privind modalitatea prin care Bogdan Hmelnițki a scăpat din prizonierat: ori a evadat, ori s-a plătit o răscumpărare pentru el. Istoricii se contrazic, presupunând că s-a plătit o răscumpărare de către mama sa, de către camarazi, de către regele polonez însuși. Cea mai credibilă variantă ar fi aceea că Hmelnițki a fost eliberat după ce Krzysztof Zbaraski, ambasador al Rzeczpospolitei în Imperiul Otoman, a plătit otomanilor în 1622 o răscumpărare de treizeci de mii de taleri pentru toți prizonierii capturați la 11:29 Țuțora. După reîntoarcerea la Subotiv, Hmelnițki a preluat conducerea moșiei tatălui său și a devenit cazac înregistrat în regimentul din Cihirin, unde avea să devină mai târziu ofițer „pisar”. Începând cu anul 1625, el a participat la o serie de raiduri ale cazacilor zaporojieni împotriva Constantinopolului. În timpul acestor raiduri, el și-a câștigat rangul de „sotnic” (comandant peste o sută de oameni, sotnie). Între timp, mama sa s-a recăsătorit cu nobilul belarus Vasil Stavețki și s-a mutat pe moșia noului său soț, lăsându-l pe Bogdan să stăpânească de unul singur proprietatea de la Subotiv. Bogdan a avut de la mama sa un frate vitreg, Grigori, care a preferat să poarte tot numele de Hmelnițki. Deși cei doi au efectuat serviciul militar în subordinea hatmanului Mikołaj Potocki, cei doi nu frați nu s-au înțeles bine, iar după o vreme, fiecare a urmat căi diferite în viață. Bogdan Hmelnițki s-a căsătorit cu Hanna Somkivna, fiica unui cazac bogat din Pereiaslavl. Prin a doua jumătate a celui de-al treilea deceniu al secolului al XVII-lea, Bogdan avea deja trei fiice: Stepania, Olena și Katerina. Primul său fiu, Timofii, s-a născut în 1632, iar cel de-al doilea, Iuri în 1640. 
În acest timp, Hmelnițki și-a administrat proprietatea și a avansat în ierarhia militară. El a dat dovadă de certe calități de negociator, motiv pentru care a fost inclus în delegația care a pledat cazul cazacilor la Varșovia în fața regelui Poloniei, Władysław al IV-lea. Îndeplinindu-și serviciul militar sub comanda magnatului polonez, marele hatman Stanisław Koniecpolski, el a participat la campania victorioasă împotriva tătarilor crimeeni în 1644. În această perioadă, după cum arată documentele vremii, Hmelnițki a avut o întâlnire la Varșovia cu ambasadorul francez, contele De Bergie, în timpul căreia s-a discutat posibilitatea participării cazacilor la luptele din Franța. Există surse care afirmă că Bogdan Hmelnițki a plecat în aprilie 1645 în Franța pentru a discuta detaliile unui posibil angajament al cazacilor. Istoricii ucraineni susțin această ipoteză, care însă este respinsă de cercetătorii polonezi. În octombrie 1644,aproximativ 2.000 de infanteriști originari din Uniunea polono-lituaniană au plecat pe mare de la Gdańsk spre Calais. Deși există documente franceze sau din altă sursă, unii istorici consideră că infanteriștii erau cazaci. Cei două mii de luptători au participat la asediul și cucerirea orașului Dunkerque.

### Afacerea Czapliński
Bogdan Hmelnițki a început să aibă probleme la el acasă. După moartea magnatului Stanisław Koniecpolski, un partizan al tratamentului corect al cazacilor, succesorul acestuia, Aleksander a „redesenat” granițele proprietăților sale, pretinzând că moșia lui Hmelnițki îi aparținea de drept. Hmelnițki a încercat să-și protejeze averea în fața atacului puternicului magnat polonez și a scris numeroase apeluri și scrisori către mai mulți reprezentați ai coroanei poloneze, dar totul s-a dovedit în van. La sfârșitul anului 1645, statorestele de Cihirin, Daniel Czapliński, a primit din partea lui Koniecpolski împuternicirea oficială să preia controlul asupra moșiei Sobotiv. În vara anului 1646, Hmelnițki, folosindu-se de relațiile de la curtea poloneză, a obținut o audiență la regele Władysław al IV-lea, în fața căruia și-a pledat cauza. Regele, care era foarte interesat de păstrarea loialității cazacilor în campaniile militare viitoare, i-a dat lui Hmelnițki o cartă regală prin care reafirma drepturile imuabile ale cazacului asupra proprietății sale. Cu toate acestea, situația politică din Rzeczpospolita ere așa de complicată, încât Koniecpolski și-a permis să ignore hotărârea regală. La începutul anului 1647, Daniel Czapliński a început să-l hărțuiască în mod deschis pe Hmelnițki, în încercarea de-al alunga de pe moșie. Subotivul a fost supus unor raiduri militare, în timpul cărora au fost provocate pagube importante proprietății, iar, în timpul unuia dintre aceste raiduri, fiul Iuric a fost grav bătut. În cele din urmă, în aprilie 1647, Czapliński a reușit să-l alunge pe Hmelnițki de pe proprietatea sa. Hmelnițki s-a mutat cu familia sa la o rudă din Cihirin.
Hmelnițki și-a aranjat o a doua audiență la rege în mai 1647, dar a aflat că regele se temea să intre în conflict deschis cu puternicul magnat. În afară de pierderea moșiei, Hmelnițki și-a pierdut și prima soție, care a murit. El s-a recăsătorit rapid cu a doua soție, Motrona, dar nu s-a bucurat de succes în încercarea de a-și recăpăta pe cale legală moșia. În toată această perioadă, el s-a întâlnit cu mai mulți lideri polonezi importanți, pentru a discuta problemele participării cazacilor la războiul cu tătarii, aceste ocazii fiind folosite și pentru pledarea propriului caz, din păcate pentru el, fără succes. 
În vreme ce Hmelnițki nu găsea niciun fel de sprijin la oficialii polonezi, el și-a găsit în rândul cazacilor prieteni și subordonați. Cum problemele cazacilor erau tratate în general incorect de către polonezi, Hmelnițki a găsit sprijin nu doar în rândurile regimentului din Cihirin, dar și în rândurile altora, inclusiv a celor din Sici. De-a lungul întregii toamne a anului 1647, Hmelnițki a călătorit de la un regiment la altul și a avut numeroase consultări cu liderii cazacilor și cu membrii de rând ai polkurilor din întreaga Ucraină. Activitatea sa a provocat suspiciunea autorităților poloneze, care erau deja obișnuite cu rebeliunile cazacilor. Hmelnițki a fost arestat. Koniecpolski a ordonat executarea lui, dar polkovnicul cazac care îl păzea pe Hmelnițki l-a eliberat pe acesta din urmă. Hmelnițki nu a mai așteptat să vadă reacția dușmanilor săi și a plecat către Siciul Zaporojian alături de un grup de aliați. 

### Răscoala

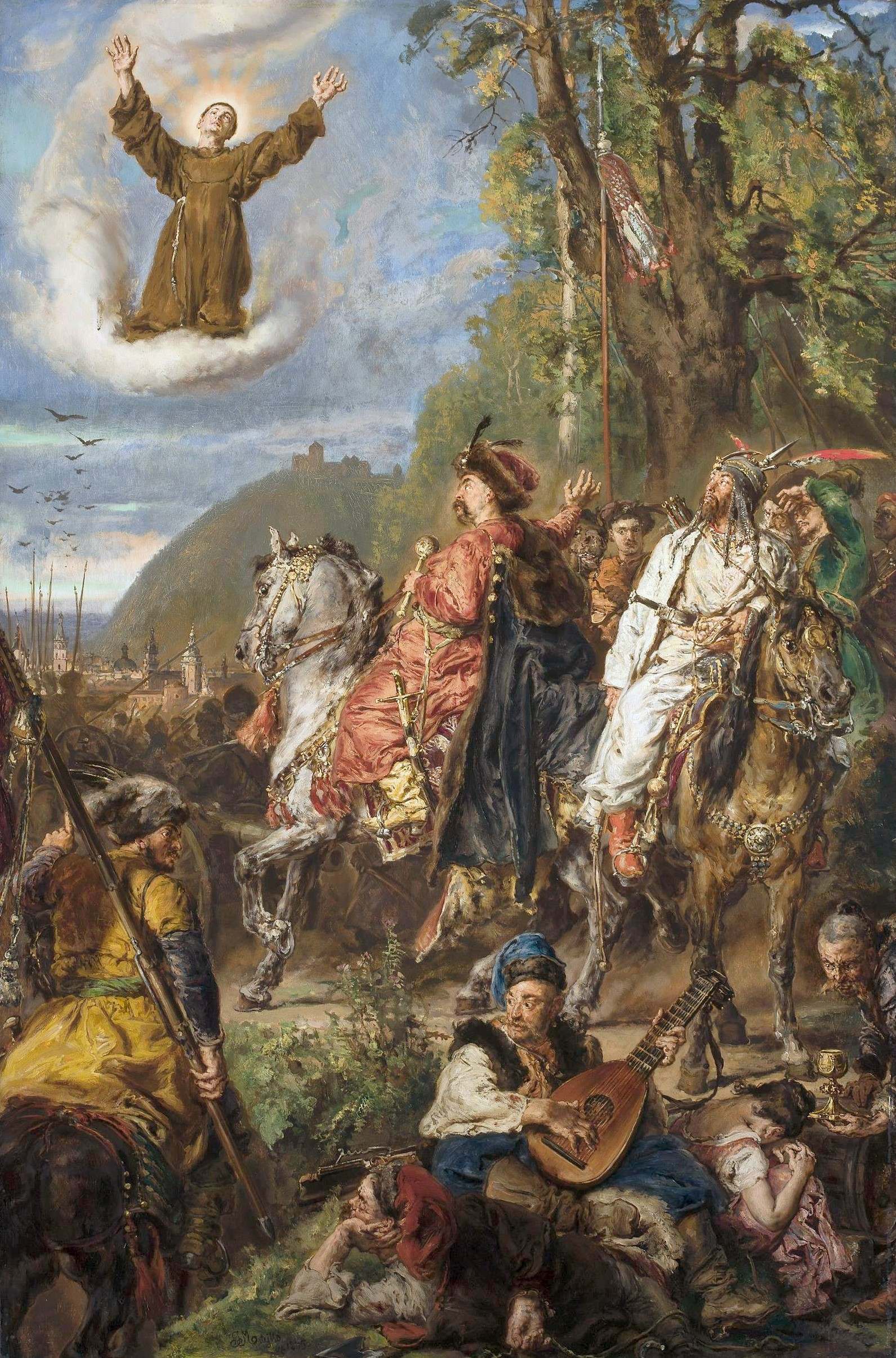
„Bogdan Hmelnițki (în stânga) alături de Tugai Bei (în dreapta) la Lvov", pictură de Jan Matejko

Deși ar putea părea că „afacerea Czapliński” a fost cauza imediată a revoltei cazacilor, au fost multe alte cauze pentru Hmelnițki a devenit conducătorul nemulțumirii populare din Ucraina. Factorii economici, etnici și religioși și-au spus cuvântul hotărâtor în această revoltă. În vreme ce Uniunea statală polono-lituaniană rămăsese o uniune a două națiuni, poloneză și lituaniană, o bună parte a populației era formată din ruteni ortodocși, care erau ignorați din punct de vedere politic. Ei erau supuși opresiunii magnaților polonezi. Cazacii își îndreptau deseori ura împotriva arendașilor evrei, care se ocupau de exploatarea proprietăților aristocraților. Apariția mișcării Contrareformei a înrăutățit și mai mult relațiile dintre bisericile ortodoxă și catolică. Numeroși ucraineni ortodocși socoteau că Uniunea de la Brest este o amenințare la adresa credinței ortodoxe. Abuzurile frecvente la adresa clerului ortodox a adăugat o dimensiune religioasă a conflictului. Această răscoală putea fi una dintre nenumăratele alte revolte ale cazacilor, dar prezența în fruntea mișcării a unui războinic matur, priceput militar și negociator precum Hmelnițiki a făcut ca soarta rebeliunii să fie diferită. 

#### Primele succese

Stindardul lui Bogdan Hmelnițki. Bogdan (Б) Hmelnițki (Х), hatman (Г) al Armatei (В) Zaporijiei (З) al (Е) maiestății sale (МЛС) regele (К) a Rzech Pospolita.

Hmelnițki și-a încheiat la sfârșitul anului peregrinările sale în sud, ajungând la vărsarea Niprului. Pe 25 ianuarie 1648, detașamentul său de maxim 500 de oameni, ajutat de unii cazaci înregistrați care i s-au alăturat, a dezarmat formațiunea militară poloneză din regiunea Siciului și au preluat conducerea fortificației. O încercare a polonezilor de preluare a controlului asupra Siciului a fost respinsă de cazacii de sub comanda lui Hmelnițki. La sfârșitul lunii ianuarie 1648, Rada cazacilor l-a ales în unanimitate pe Hmelnițki în funcția de hatman. A început o activitate febrilă de ridicare la luptă a cazacilor. Scrisori ale hatmanului fost trimise în numeroase regiuni ale Ucrainei cu chemări la luptă adresate cazacilor și țăranilor ortodocși. Hatmanul a reușit să cumpere arme și muniție, iar emisarii săi au ajuns la hanul tătarilor , Islâm al III-lea Ghirai.
Polonezii au privit cu o oarecare nepăsare veștile despre noua revoltă a cazacilor. Cele două tabere și-au trimis liste cu cereri: polonezii au cerut cazacilor să-i predea pe liderii rebeliunii și să-și demobilizeze forțele, în vreme ce Rada și Hmelnițki au cerut polonezilor și lituanienilor să restaureze vechile drepturi căzăcești, să oprească ofensiva religioasă a greco-catolicilor ucraineni, să accepte numirea liderilor ortodocși la conducerea Siciului și a regimentelor de cazaci înregistrați și să retragă trupele uniunii de pe teritoriul Ucrainei. Cererile lui Hmelnițki au fost considerate jignitoare de către magnații polonezi, care au trimis o armată condusă de Ștefan Potocki spre Sici. Cazacii, în loc să-i aștepte în pozițiile fortificate, așa cum făcuseră de numeroase ori până atunci, au ales în schimb să iasă în întâmpinarea polonezilor. Cele două armate s-au ciocnit pe 16 mai 1648 la Jovti Vodi, unde, ajutați de tătarii lui Tugai Bei, cazacii au reușit să-i înfrângă pentru prima oară în mod hotărâtor pe polonezi. Cazacii au reușit să obțină o nouă victorie împotriva polonezilor la Korsun pe 26 mai 1648. Aceste succese s-au remarcat în primul rând prin măiestria militară și dipolomatică a lui Hmelnițki. Sub conducerea sa, armata căzăcească s-au deplasat spre câmpul de luptă respectând planurile hatmanului, soldații au fost hotărâți în tipul manevrelor și atacurilor și, ceea ce a fost mai important, Hmelnițki nu numai că reușit să convingă un mare număr de cazaci înregistrați să i se alăture, dar a reușit și să obțină sprijinul hanului tătarilor. Tătarii aveau să devină cel mai important aliat al cazacilor în timpul bătăliilor care aveau să vină.

#### Fondarea Hetmanatului căzăcesc

Stema Hetmanatului căzăcesc

În ziua de Crăciun a anului 1648, Hmelnițki și-a făcut o intrare triumfală în Kiev, unde a fost salutat ca „Moise, salvatorul, mântuitorul și eliberatorul poporului din captivitatea poloneză ... ilustrul cârmuitor al rusinilor”. În februarie 1649, în timpul negocierilor ce delegația poloneză condusă de senatorul Adam Kysil, negocieri ținute la Pereiaslav, Hmelnițki a declarat că el este „unicul autocrat al rusinilor” și că are „suficientă putere în Ucraina, Podolia și Volînia... în pământurile sale și în principatele care se întind până la Lviv, Chełm și Halici”. Pentru delegația poloneză a devenit clar că Hmelnițki se erijase nu doar în poziția de lider al cazacilor zaporojeni, ci al întregii Ucraine și prezenta pretenții pentru moștenirea Rusiei Kievene. Într-un panegiric în onoarea lui Hmelnițki se subliniază că „Atâta vreme cât în Polonia este rege Jan al II-lea Kazimierz Waza, în Rusinia este hatman Bogdan Hmelnițki”.
După o primă perioadă de victorii militare, a început procesul de fondare a unui nou stat. Hmelnițki și-a afirmat personalitatea în toate zonele construcției statale: în armată, administrație, finanțe, economie și cultură. Cu o mare perspicacitate politică, el a transformat Armata zaporojeană de sub conducerea hatmanilor săi în puterea supremă în noul stat ucrainean și a unificat toate sferele societății ucrainene sub autoritatea sa. Hmelnițki a construit un nou sistem guvernamental și a dezvoltat administrația militară și civilă. 
În această perioadă a apărut o nouă generație de oameni de stat și lideri militari: Ivan Vihovski, Pavlo Teteria, Danilo și Ivan Neceai, Ivan Bohun, Grihori Hulianițki. Noua elită a Hetmanatului s-a născut din rândul comandanților militari cazaci. această elită a luptat de-a lungul anilor pentru păstrarea autonomiei Hetmanatului în fața agresivității Rusiei. Aceiași elită a fost „coada de topor” a rușilor în perioada care a urmat, „Ruina”, în timpul căreia au fost distruse aproape toate realizările epocii lui Hmelnițki. 

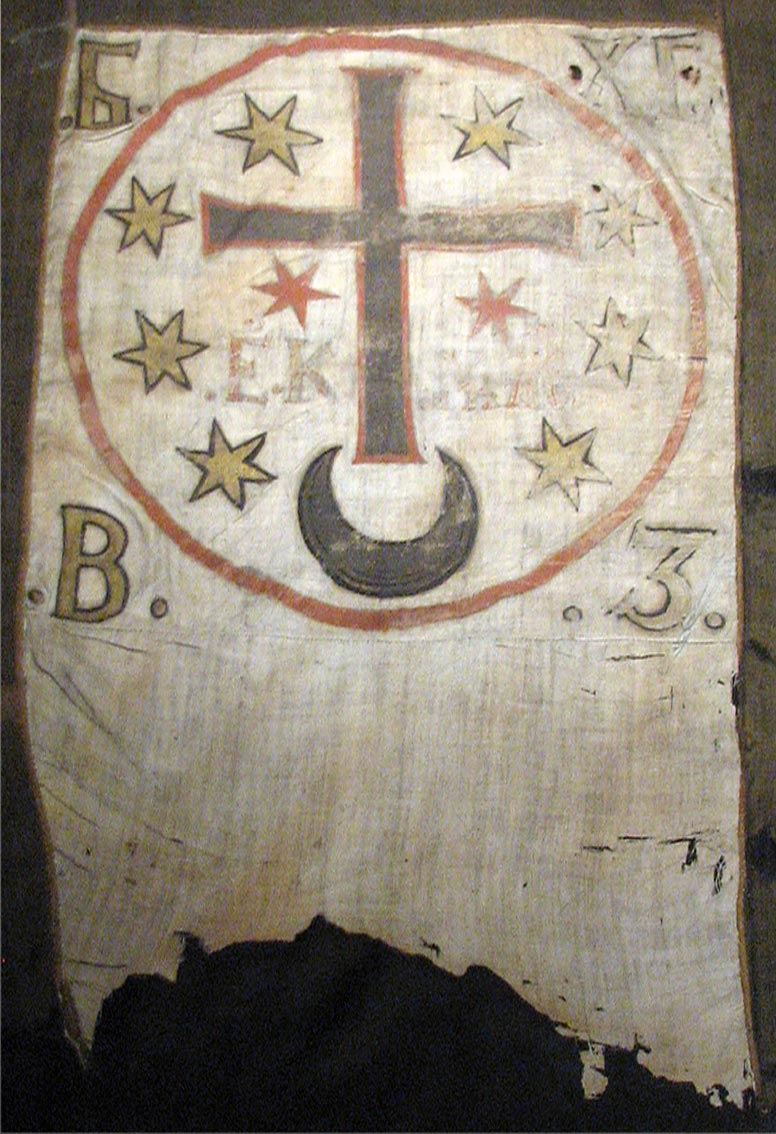
Stindardul lui Bogdan Hmelnițki, care a fost luat ca pradă de război în timpul bătăliei de la Berestechko. Stindardul a fost luat de suedezi după cucerirea Varșoviei în 1655 și acum se află în Armémuseum din Stockholm, Suedia

#### Complicații
Succesele inițiale ale lui Hmelnițki au fost urmate de o serie de eșecuri, în condițiile în care nici cazacii, nici polonezii nu aveau suficientă forță să-și înfrângă în mod hotărâtor adversarul. A urmat o perioadă de război, întreruptă de câteva tratate de pace, pe care nicio parte semnatară nu le-a respectat. Situația cazacilor a început să se înrăutățească pentru cazaci începând cu 1649, odată cu îndesirea atacurilor poloneze încununate de succes. Ca urmare, a fost semnat tratatul de la Zboriv de pe 18 august 1649, care avea prevederi nefavorabile pentru cazaci. Cazacii au fost înfrânți mai apoi în bătălia de la Berestechko de pe 18 iunie 1651, unde tătarii l-au trădat pe hatman, mai mult chiar, l-au luat prizonier pe Hmelnițki. În urma înfrângerii, cazacii au pierdut aproximativ 30.000 de oameni și au fost siliți să semneze tratatul de la Bila Țerkva, favorabil statului polono-lituanian. Tratatul a fost repede încălcat, iar în anii care aveau să vină, cele două părți s-au aflat într-o stare continuă de război. Tătarii din Crimeea au jucat în această perioadă rolul hotărâtor, ne permițându-i niciunei părți să câștige în mod decisiv. Interesul tătarilor era să împiedice atât Uniunea statală polono-lituaniană cât și Ucraina să devină prea puternice și să câștige un statut de putere regională.
În aceste condiții, Hmelnițki a început să caute un nou aliat. Deși cazacii își câștigaseră de facto independența față de Polonia, noul stat avea nevoie de recunoaștere internațională, și aceasta nu putea fi asigurată decât de un monarh străin. Bogdan Hmelnițki a căutat protectoratul Imperiului Otoman în 1651, când au fost schimbate delegații oficiale de ambasadori. Turcii le-au oferit cazacilor statutul de vasalitate în aceleași condiții cu cele ale Hanatului Crimeii, Moldovei și Țării Românești. Ideea subordonării unui monarh musulman nu a fost bine primită de populației. 
O altă posibilitate a fost subordonarea față de Țaratul Rusiei ortodox. Rușii priviseră cu multă precauție la evenimentele din Ucraina și nu se implicaseră în lupte. În ciuda unui număr destul de mare de solii trimise de către hatman la Moscova, prin care solicita ajutor în numele credinței comune ortodoxe, țarul a preferat să aștepte până când o posibilă uniune ucraineano-otomană l-a silit să acționeze în 1653, când rușii i-au comunicat lui Hmelnițki că țarul este favorabil ideii luării sub protecție a Ucrainei. 

### Tratatul cu Moscova
După o serie de negocieri, s-a căzut de acord ca ucrainenii să accepte suzeranitatea Moscovei. Pentru finalizarea tratatului, o delegație moscovită condusă de boierul Vasili Buturlin s-a întâlnit cu reprezentanții cazacilor la Pereiaslav, unde Rada fusese convocată. Pe 18 ianuarie 1653, tratatul a fost semnat de cele două părți. Istoricii încă nu s-au pus de acord cu privire la adevăratele intenții ale părților semnatare. Cert este că pentru Țaratul Moscovei și țarul Alexei Mihailovici, tratatul legitima pretențiile asupra teritoriilor Rusiei Kievene și întărea influența în regiune. Pentru Hmelnițki și cazaci, acest tratat oferea mai înainte de orice o protecție a unui monarh puternic, care era în plus conducătorul unei forțe regionale ortodoxe. Istoricii nu s-au pus de acord asupra tipului de uniune pe care l-a gândit Hmelnițki: o uniune militară, o uniune putere suzerană – vasal, sau o incorporare completă a Ucrainei în Țaratul Rusiei.
Cele două părți au avut păreri diferite cu privire la prevederile tratatului și la caracterul uniunii. Astfel, în timpul depunerii jurământului de credință către țar, cazacii au fost pe punctul de a rupe tratatul, deoarece trimișii Moscovei au refuzat să accepte ca țarul să depună la rândul lui un jurământ față de supușii lui, așa cum se întâmplase în cazul relațiilor cu regii polonezi. În acest moment dificil, Hmelnițki a părăsit furios biserica în care se desfășura ceremonia și a amenințat că reziliază tratatul. După o serie de tratative, cererea cazacilor ca și țarul să depună un jurământ a fost anulată, iar tratatul a rămas în vigoare. Dat fiind faptul că ambele părți aveau interese divergente în Ucraina, libertățile care fuseseră asigurate pe perioada vieții lui Hmelnițki au fost constant restrânse după moartea sa. Până în cele din urmă, acest proces avea să ducă la absorbirea completă a Ucrainei în Țaratul Rusiei, iar mai târziu în Imperiul Rus și Uniunea Sovietică. 

### Ultimii ani

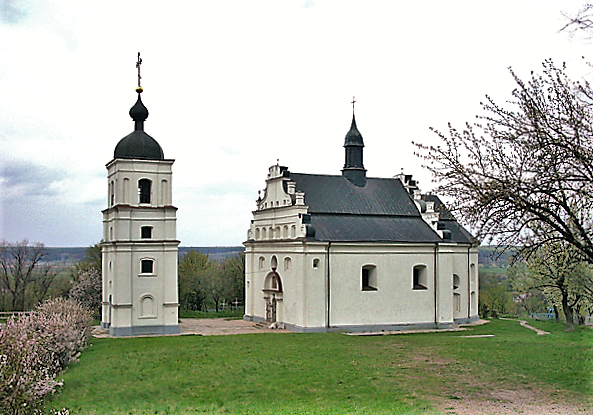
Biserica din Subotiv, unde a fost înmormântat Hmelnițki

Ca urmare a semnării tratatului de la Pereiaslav, harta geopolitică a regiunii s-a schimbat, apărând un nou competitor în zona, Țaratul Rusiei, iar foștii aliați ai cazacilor, tătarii, au trecut de partea polonezilor. Aceasta a dus la intensificarea stării de nesiguranță în zonă, tătarii nemaiavând nici un motiv să nu declanșeze raiduri de jaf, ceea ce a dus la depopularea unor întinse regiuni din Ucraina. Cazacii, sprijiniți de armatele țariste, au cucerit posesiunile polono-lituaniene din Belarus, reușind în 1654 să-i alunge din aproape întreaga regiune. Situația s-a complicat și mai mult când în conflict a intrat o nouă putere, Suedia. Suedezii erau adversari declarați atât ai rușilor, cât și ai polonezilor, dar, în primii ani, tătarii și-au concetrat atacurile împotriva polono-lituanienilor. Hmelnițki a negociat cu suedezii pentru a-și coordona acțiunile împotriva Uniunii polono-lituaniene. În 1656, principele Transilvaniei, Gheorghe Rákóczi al II-lea, s-a alăturat luptei antipoloneze. Uniunea statală polono-lituaniană a supraviețuit miraculos în fața atacurilor concentrice ale inamicilor ei. 
Suedezii nu s-au limitat la atacurile împotriva Poloniei și Lituaniei și au început războiul și cu Rusia. Situația s-a complicat și mai mult pentru Hmelnițki, de vreme ce aliații săi suedezi erau în război cu țarul, suzeranul cazacilor. În afară de tensiunile diplomatice deja existente între Hmelnițki și țar, au ieșit la suprafață conflicte care mocniseră până atunci, de exemplu amestecul rușilor în finanțele Hetmanatului și a Belarusului, eliberat de cazaci cu puțin timp în urmă. Hatmanul a fost înfuriat peste măsură de pacea separată de către ruși cu polonezii la Vilnius în 1656. Negociatorii lui Hmelnițki nu au avut nici măcar dreptul să fie martori la negocieri. Hatmanul a scris cu această ocazie o scrisoare plină de mânie adresată țarului, pe care l-a acuzat că a rupt înțelegerea de la Pereiaslav. În scrisoarea sa, Hmelnițki a afirmat că suedezii sunt mai de onoare și de încredere decât rușii.
Armata căzăcească a suferit în acea perioadă o serie de înfrângeri în Polonia, în ciuda ajutorului dat de Transilvania. În condițiile relațiilor diplomatice dificile cu rușii și a eșecurilor în Polonia, Hmelnițki a fost obligat să facă față unei serii de rebeliuni ale cazacilor din subordinea sa. În plus, tătarii, care deveniseră între timp aliații polonezilor, se pregăteau pentru o nouă invazie în Ucraina. Deși era foarte bolnav, Hmelnițki a continuat activitatea diplomatică intensă. Pe 22 iulie, Bogdan Hmelnițki a suferit o hemoragie cerebrală și a murit în seara zilei de 27 iulie 1657. Funeraliile au avut loc pe 23 august, iar trupul hatmanului a fost înmormântat în biserica de pe moșia lui din Subotiv. În 1664, Stefan Czarniecki a cucerit Subotivul și a ordonat ca mormintele hatmanului și ale fiului acestuia, Timofi, să fie profanate.

## Poziția față de memoria lui Hmelnițki

Statuia lui Bogdan Hmelnițki din fața Catedrelei Sfânta Sofia din Kiev, Ucraina

Contribuția lui Hmelnițki la istoria Europei Răsăritene poate fi cu greu trecută cu vederea. El nu numai că pus bazele viitorului Ucrainei, dar a schimbat în mod hotărâtor balanța puterii în estul continentului. Rolul și acțiunile sale au fost privite în mod diferit de contemporanii săi, și chiar și în zilele noastre oamenii au puncte de vedere deosebite cu privire la moștenirea lăsată de hatman, un lucru care se întâmplă de altfel cu oricare altă mare personalitate a istoriei. 

### Hmelnițki în istoriografia ucraineană
Hmelnițki este privit în Ucraina în general ca un erou național, un părinte al națiunii. Un oraș și o regiune din Ucraina poartă numele său. Chipul său apare imprimat pe bancnotele ucrainene, iar în centrul Kievului se află un monument al marelui hatman. Una dintre cele mai înalte decorații ale Ucrainei și ale fostei Uniuni Sovietice poartă numele lui Hmelnițki. În ciuda tuturor acestor dovezi de prețuire, chiar în Ucraina există nuanțări ale poziției diferitelor persoane în legătură cu Hmelnițki. Cele mai multe critici se leagă de uniunea cu Rusia, care este apreciată de unii drept dezastruoasă. Acest punct de vedere special a fost susținut printre alții de marele poet ucrainean Taras Șevcenko, care a fost unul dintre cei mai aspri critici ai hatmanului. Reputația lui Hmelnițki a fost zdruncinată în timpul vieții de alianța cu tătarii, care au luat în sclavie un mare număr de țărani ucraineni. (Se consideră că a fost vorba de o anumită indiferență a cazacilor și a liderilor militari față de „hlopii”, oamenii simpli ucraineni). 
Ca o concluzie, se poate spune că imaginea lui Hmelnițki este în Ucraina zilelor noastre mai degrabă una pozitivă, existând unele critici cu privire la uniunea cu Rusia, care a fost dictată de necesitatea supraviețuirii într-o perioadă foarte dificilă. 

### Hmelnițki în istoriografia poloneză
Rolul lui Hmelnițki în istoria statului polonez a fost văzută în general în cele mai întunecate culori. Răscoala din 1648 s-a dovedit a fi evenimentul care a pus capăt „epocii de aur” a Uniunii statale polono-lituaniene și a marcat începutul declinului ei. Chiar dacă Rzeczpospolita a supraviețuit rebeliunii și perioadei „Potopului”, în aproximativ o sută de ani, statul polono-lituanian va înceta să existe fiind împărțit între Rusia, Prusia și Austria în timpul partițiilor Poloniei.
Mulți l-au blamat pe Hmelnițki pentru declinul statului polono-lituanian. Au existat polonezi care au considerat că Hmelnițki a fost motivat de dorința de răzbunare personală, declanșând revolta pentru a-și satisface interese imediate. Este cazul scriitorului Henryk Sienkiewicz, care, în romanul său „Prin foc și sabie” (Ogniem i mieczem), pune accentul tocmai pe nemulțumirile hatmanului generate de „afacerea Cz…..”. Acest roman a fost scris cu intenția declarată de revigorare a spiritului național în Polonia împărțită de puterile vecine și prezintă povestea cazacilor răzvrătiți și a lui Bogdan Hmelnițki din punctul de vedere al șleahtei (nobilimea) poloneze. De aceea, polonezii sunt prezentați ca niște eroi, în vreme ce cazacii sunt demonizați. Această poziție se deosebește de cea a istoricilor polonezi, mult mai echilibrată. Astfel, istoricul Ludwik Kubala îl compară pe Hmelnițki cu Oliver Cromwell. Astfel, istoricii consideră că disfuncționalitățile fundamentale ale statului polono-lituanian au fost cele care au generat rebeliunea cazacilor. În ecranizarea romanului „Prin foc și sabie” (1999), autorii oferă o viziune mai apropiată de realitatea istorică, renunțând în mare măsură la exagerările autorului romanului.

### Hmelnițki în istoriografia rusă și sovietică

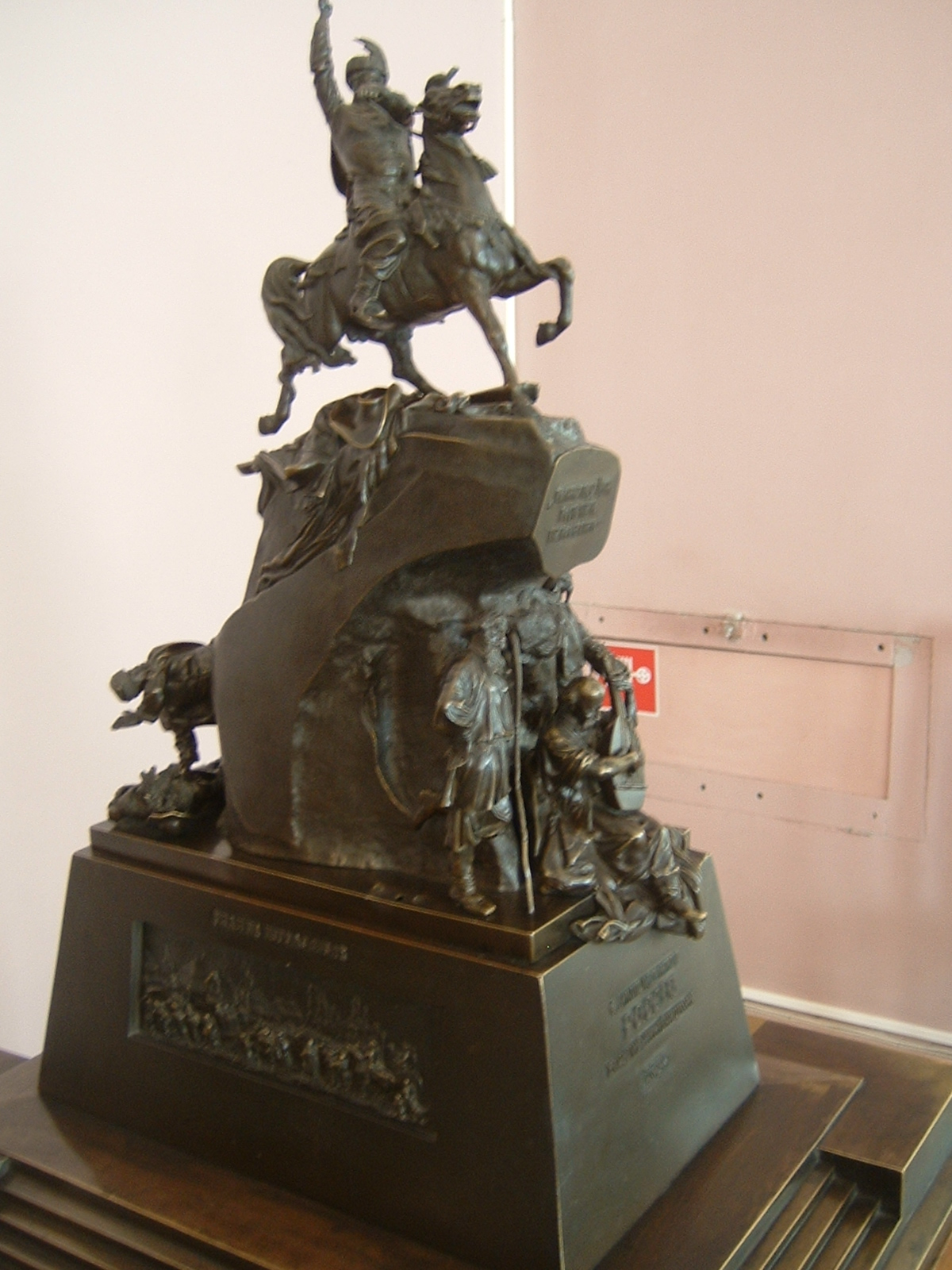
Modelul original al monumentului lui Hmelnițki al sculptorului Mihail Mikeșin

Istoriografia oficială rusă a pus un accent deosebit pe ideea că Hmelnițki a hotărât să intre în uniunea cu Țaratul Rusiei ca urmare a dorinței de a „reunifica” Ucraina cu „patria mamă”. Această viziune corespundea cu teoria oficială a Moscovei asupra dreptului de a se considera moștenitoarea Rusiei Kievene și a teritoriilor pe care le stăpânise aceasta. Dat fiind acest punct de vedere, Hmelnițki a fost privit ca un erou național al Rusiei, pentru faptul că a adus Ucraina în „uniunea eternă” a „tuturor Rusiilor”: Rusia Mare, Rusia Mică și Rusia Albă. Din acest motiv, hatmanul a fost de-a dreptul venerat în Imperiul Rus. El a fost prezentat drept un model, demn de urmat de către toți ucrainenii. În cinstea lui, sculptorul naționalist rus Mihail Iuzefovici i-a ridicat lui Hmelnițki un monument în centrul Kievului în 1888. Varianta originală a monumentului a fost respinsă de autoritățile ruse, care au considerat sculptura xenefobă. În varianta originală, sub copitele calului hatmanului erau înfățișați un polonez, un evreu și un preot catolic. De aceea, a fost dezvelită o versiune modificată. Inscripția de pe soclul monumentului se citește: „Lui Bogdan Hmelnițki, de la una și indivizibila Rusie”.
Imaginea lui Hmelnițki de erou al istoriei Rusiei a fost subliniată din nou de Mikeșin în Monumentul Mileniului Rusiei din Novgorod. Istoriografia sovietică a continuat în multe privințe teoria ruso-țaristă a „reunificării”, adăugând dimensiunea luptei de clasă. Astfel, Hmelnițki nu era glorificat doar pentru „reunificarea” Ucrainei cu Rusia, dar și pentru organizarea luptei de clasă a ucrainenilor oprimați de aristocrații polonezi.